# セツナエモーション
『セツナエモーション』は、7!!のメジャー3枚目のオリジナル・アルバム。2017年2月8日にEpic Recordsから発売された。

## リリース形態
DVD付初回限定盤と通常盤の2形態。

## 収録曲
作詞：KEITA（1,5,6,8,11）MICHIRU（2,3,9,10）MAIKO・KEITA（4）MICHIRU・東正直（7）
作曲：KEITA（1,5,6,8,11）MICHIRU（2,3,7,9,10）MAIKO（4）
編曲：シライシ紗トリ（1,2,3,5,6,7,9,10,11）鈴木俊介（4,8）
1. 相愛性理論
  - 「琉信ハウジング」CMソング
2. FLY
  - 12thシングルの1曲目
  - オリオンビール「オリオンスタイル」CMソング
3. オレンジ
  - 10thシングル表題曲
  - テレビアニメ「四月は君の嘘」EDテーマ
4. 大きくなる愛
5. 世界を回せ!!
  - 12thシングルの2曲目
  - オリオンビール「オリオンスタイル」CMソング
6. 汚れたスニーカー
7. センチメートル
  - 11thシングル表題曲
  - テレビ神奈川「saku saku」2015年10月度EDテーマ
8. 花びら
9. HARU
10. きみがいるなら
  - 13thシングル表題曲
  - テレビ東京系ドラマ24「勇者ヨシヒコと導かれし七人」EDテーマ
11. セツナエモーション

### DVD（初回限定盤のみ）
「7!!のうぷぷなツアー2016～いちゃりばみーんな☆うっぷすふぁみりー～」映像
1. 太陽にKiss
2. Yes or No
3. FLY
4. 世界を回せ!!
5. センチメートル (Piano ver.)
6. きみがいるなら